# Gheorghe Cătuneanu
Gheorghe Cătuneanu este un fost senator român în legislatura 1992-1996 ales în județul Vrancea pe listele partidului PNTCD.

## Legături externe
- Gheorghe Cătuneanu Arhivat în 22 august 2016, la Wayback Machine. la cdep.ro